# نويل باور
نويل باور (بالإنجليزية: Noel Power)‏ هو قاضي أسترالي، ولد في 4 ديسمبر 1929 في بريزبان في أستراليا، وتوفي في 19 نوفمبر 2009 في مركز جيرودونغ بارك الطبي ‏ في بروناي.